# E-rara.ch
La plataforma nacional de cooperación e-rara.ch es una biblioteca digital que pone a disposición de manera gratuita y en línea impresiones públicas digitalizadas entre los siglos XV y XX procedentes de bibliotecas suizas.
"Los objetivos de la plataforma son: 
- Digitalizar de forma coordinada impresiones fechadas entre los siglos XV al XX existentes en las bibliotecas suizas aplicando estándares de calidad uniformes
- Realizar una importación centralizada a la plataforma de las digitalizaciones y los metadatos bibliográficos
- Efectuar un constante referenciado de los documentos electrónicos por medio de los DOI
- Presentación de contenidos en una plataforma común“[1]

La plataforma se abrió al público en el año 2010. En la actualidad ofrece aproximadamente 62.000 títulos (a diciembre de 2017), entre los que hay impresiones, mapas, reproducciones gráficas y partituras.
En el marco del proyecto "e-rara.ch: reproducción para la ciencia - Avanzando hacia el texto completo" (abreviado: e-rara.ch: texto completo) la plataforma dio un paso hacia el reconocimiento de texto (OCR). La idea era permitir la búsqueda de textos completos en impresiones realizadas con el tipo de letra Antiqua publicadas a partir del 1830.
Las digitalizaciones en e-rara.ch han aumentado sustancialmente gracias al proyecto de digitalización DigiTUR de la biblioteca central de Zúrich, pieza clave del legado histórico y cultural de la ciudad y cantón de Zúrich.
Las bases técnicas de la plataforma se fundamentan en el producto Visual Library de las empresas semantics GmbH y Walter Nagel GmbH & Co. KG. 

## Bibliotecas participantes
Las bibliotecas que operan conjuntamente la plataforma son la biblioteca universitaria de Basilea, la biblioteca universitaria de Berna, la biblioteca de Ginebra, la biblioteca de la ETH de Zúrich y la biblioteca Central de Zúrich. Toda la coordinación y la operación técnica recae sobre la biblioteca ETH.
Existen otras trece bibliotecas suizas (a noviembre de 2017) que contribuyen con sus fondos bibliotecarios al constante desarrollo de contenido digital.  Por regla general, todas las bibliotecas suizas pueden participar en e-rara.ch.

## Desarrollo de la plataforma (2008 - 2012)
La plataforma se desarrolló en el marco de la iniciativa suiza de innovación y cooperación e-lib.ch: la biblioteca digital de Suiza, también responsable de los e-codices y Kartenportal.CH. Los actuales operadores de la plataforma eran los socios de dicha iniciativa.
El objetivo inicial era el de ofrecer las impresiones suizas del siglo XVI en bibliotecas suizas de manera gratuita y en línea. Para ello, se inició una colaboración directa con el proyecto VD 16. Durante los primeros cuatro años se incorporaron constantemente otros contenidos (impresiones suizas entre los siglos XVII y XIX, de temática seleccionada). De esta forma los participantes crearon sus propios centros de digitalización, así como sus flujos de trabajo y conocimientos técnicos. Uno de los principales objetivos ha sido siempre mantener una elevada calidad de los escaneados y de la catalogación.
En un futuro se trabajará por seguir desarrollando la plataforma y por mejorar su facilidad de uso.

## Colección
El enfoque inicial de la biblioteca fue las impresiones del siglo XVI. Aquel siglo es considerado la edad de oro de la imprenta suiza debido a las múltiples y notables biblias, impresiones ceremoniales, tratados de investigación y escritos relacionados con la Reforma impresos en Suiza en ese momento, incluyendo trabajos de figuras tales como Vesalio, Paracelso, Zwinglio y Calvino.
Obras excepcionales de la época incluyen la primera traducción completa en latín del Corán (1543).
Obras de otras épocas, especialmente incunables (impresiones anteriores a 1501) y grabados del siglo XVII, está previsto que se digitalicen y se añadan a la biblioteca en un momento posterior.
Las obras escaneadas están disponibles en una resolución de 300 ppp para su descarga en formato PDF o como imágenes individuales a través de una galería de navegador web.